# Assuralia
Assuralia is de Belgische beroepsvereniging van (her)verzekeringsondernemingen. Het doel van de vereniging is onder meer belangenbehartiging voor haar leden en ontwikkeling van de branche.

## Historiek
In 1920 werd de Federatie der Verzekeringsmaatschappijen opgericht.
Hieruit ontstond in 1947 de Beroepsvereniging der Verzekeringsondernemingen (BVVO), in het Frans Union professionnelle des entreprises d'assurances (UPEA). In 2004 werd deze onder het voorzitterschap van Claude Desseille omgevormd tot Assuralia.

## Bestuur
| Periode      | Voorzitter           |
| BVVO         | BVVO                 |
| ------------ | -------------------- |
| 1956 - 1959  | Jacques Basyn        |
| ...          |                      |
| 1981 - 1990  | John van Waterschoot |
| 1990 - ?     | Valère Croes         |
| ? - 2002     | Jozef De Mey         |
| 2002 - 2004  | Claude Desseille     |
| Assuralia    |                      |
| 2004 - 2006  | Claude Desseille     |
| 2006 - 2010  | Christian Defrancq   |
| 2010 - 2014  | Bart De Smet         |
| 2014 - 2016  | Hans Verstraete      |
| 2016 - 2020  | Hans De Cuyper       |
| 2020 - heden | Hilde Vernaillen     |

| Periode      | Gedelegeerd bestuurder |
| BVVO         | BVVO                   |
| ------------ | ---------------------- |
| ? - ?        | René van Gompel        |
| 1990 - 2004  | Michel Baecker         |
| Assuralia    |                        |
| 2004 - 2007  | Michel Baecker         |
| 2007 - 2020  | Philippe Colle         |
| 2020 - heden | Hein Lannoy            |